# كاريل سترومشيك
كاريل سترومشيك (بالتشيكية: Karel Stromšík)‏ (مواليد 12 أبريل 1958) هو لاعب كرة قدم. يلعب مع منتخب تشيكوسلوفاكيا لكرة القدم. سبق له أن لعب في كأس العالم لكرة القدم مع منتخب بلاده.

## روابط خارجية
- كاريل سترومشيك على موقع قاعدة بيانات كرة القدم.إي يو (الإنجليزية)
- كاريل سترومشيك على موقع ناشيونال فوتبول تيمز (الإنجليزية)